# Menahem Golan
Menahem Golan; właściwie Menahem Globus (w hebr. מנחם גולן; ur. 31 maja 1929 w Tyberiadzie; wówczas Brytyjski Mandat Palestyny, zm. 8 sierpnia 2014 w Tel Awiwie) – izraelski producent i reżyser filmowy; syn Żydów z Polski osiadłych na terenie dzisiejszego Izraela.
W młodości był pilotem w Siłach Powietrznych Izraela. Później studiował reżyserię w Londynie, a także uczęszczał na Uniwersytet Nowojorski. Po powrocie do Izraela założył wraz ze swoim kuzynem Joramem Globusem wytwórnię filmową Cannon Films (Golan-Globus). Firma wyprodukowała przeszło 200 filmów – głównie produkcje kina akcji. Golan był także reżyserem 44 filmów. W 1978 jego film Operacja Piorun (1977) otrzymał nominację do Oscara w kategorii Najlepszego filmu nieanglojęzycznego.
W Stanach Zjednoczonych używał pseudonimu Joseph Goldman.
Zmarł nagle podczas spaceru na osiedlu Jafa w Tel Awiwie.

## Filmografia (jako reżyser)
- El Dorado (1963; reżyserski debiut)
- Operacja Piorun (1977)
- Sztukmistrz z Lublina (1979)
- Wejście Ninja (1981)
- Oddział Delta (1986)
- Więcej niż wszystko (1987; znany także pod tytułem Ponad szczytem)
- Wojna Hanny (1989)
- Opera za trzy grosze (1990)
- Zabić Holendra (1992)
- Komandosi śmierci (1994)
- Śmierć Gianniego Versace (1998)
- Zbrodnia i kara (2002)